# Lucio Sordoni
Lucio Sordoni (Rosario, 23 de julio de 1998) es un jugador argentino de rugby que se desempeña como pilar, juega en el Union Sportive Montauban del Top 14 de Francia y es internacional absoluto con Los Pumas.

## Carrera
El 10 de noviembre de 2018 hizo su debut con Argentina en un partido frente a Irlanda.
Anteriormente militó en el Atlético del Rosario.

## Clubes
| Club                 | País      | Tipo        |
| -------------------- | --------- | ----------- |
| Atlético del Rosario | Argentina | Amateur     |
| Jaguares             | Argentina | Profesional |

## Selección
| Selección    | País      | Tipo    |
| ------------ | --------- | ------- |
| Los Pumitas  | Argentina | Juvenil |
| Argentina XV | Argentina | Juvenil |
| Los Pumas    | Argentina | Mayor   |